# Las Margaritas, Oaxaca
Las Margaritas är en ort i Mexiko.   Den ligger i kommunen San José Chiltepec och delstaten Oaxaca, i den sydöstra delen av landet, 400 km sydost om huvudstaden Mexico City. Las Margaritas ligger 39 meter över havet och antalet invånare är 183.
Terrängen runt Las Margaritas är kuperad söderut, men norrut är den platt. Runt Las Margaritas är det ganska glesbefolkat, med 40 invånare per kvadratkilometer. Närmaste större samhälle är Tuxtepec, 15,2 km norr om Las Margaritas. Omgivningarna runt Las Margaritas är en mosaik av jordbruksmark och naturlig växtlighet.